# M60巴頓戰車

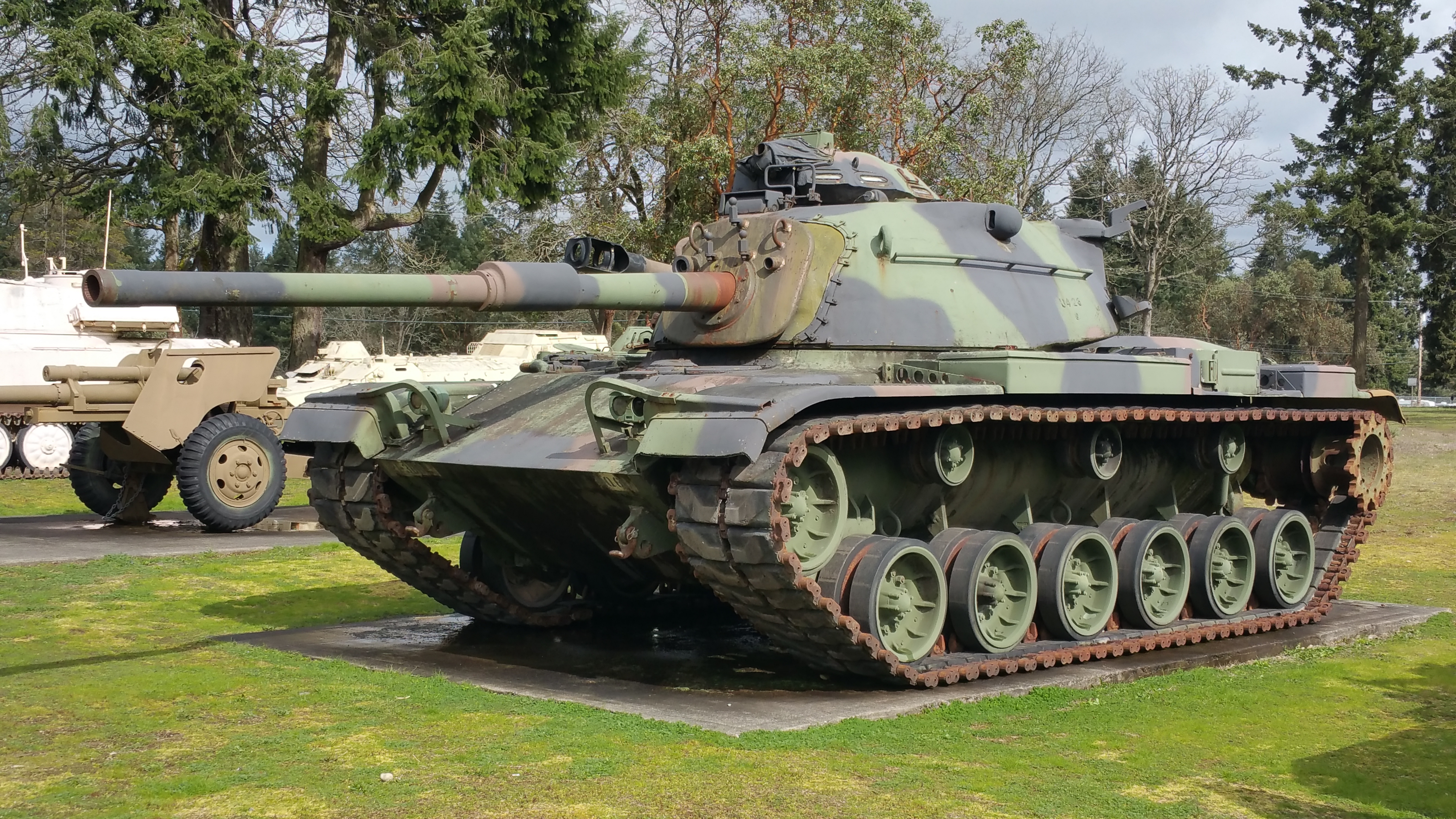
早期的M60坦克，安裝的砲塔與M48相似，但改配105毫米砲

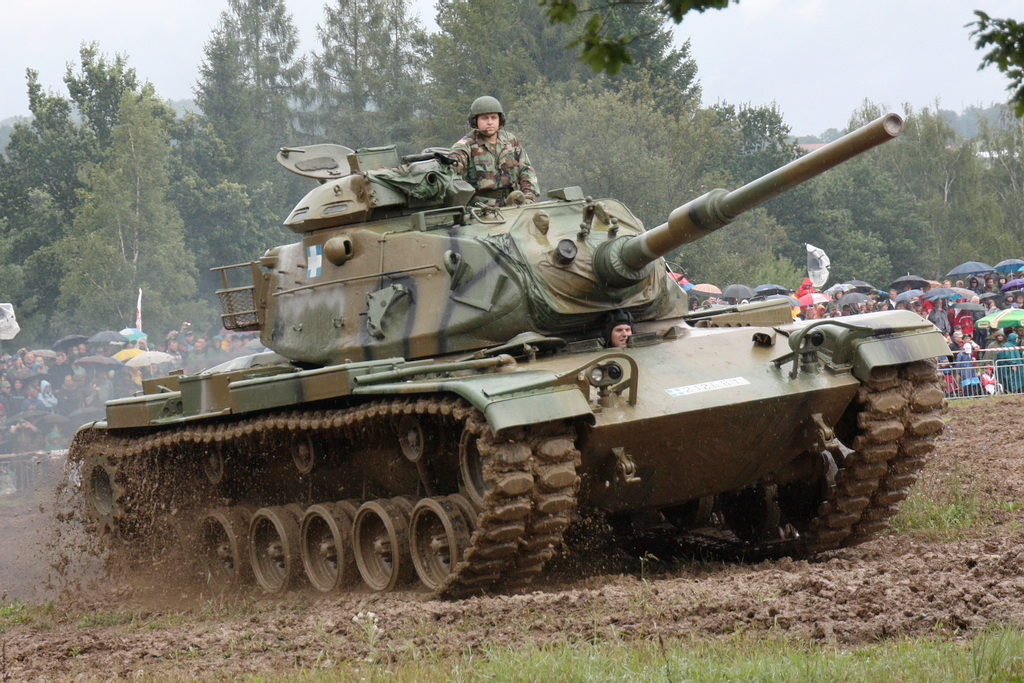
希臘陸軍曾操作的M60A1

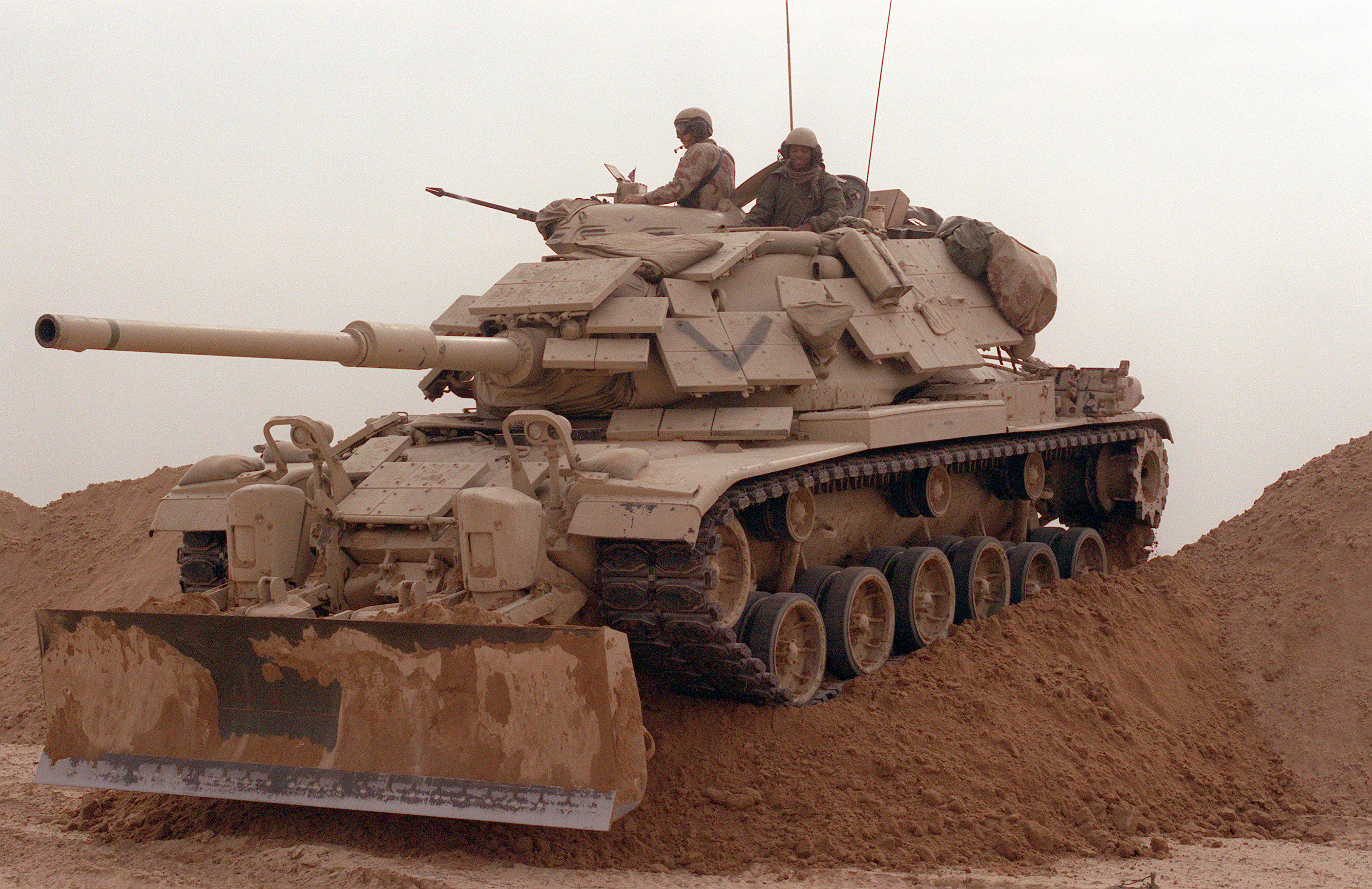
美國海軍陸戰隊參與波斯灣戰爭的M60A1，已加裝反應裝甲及M9推土鏟

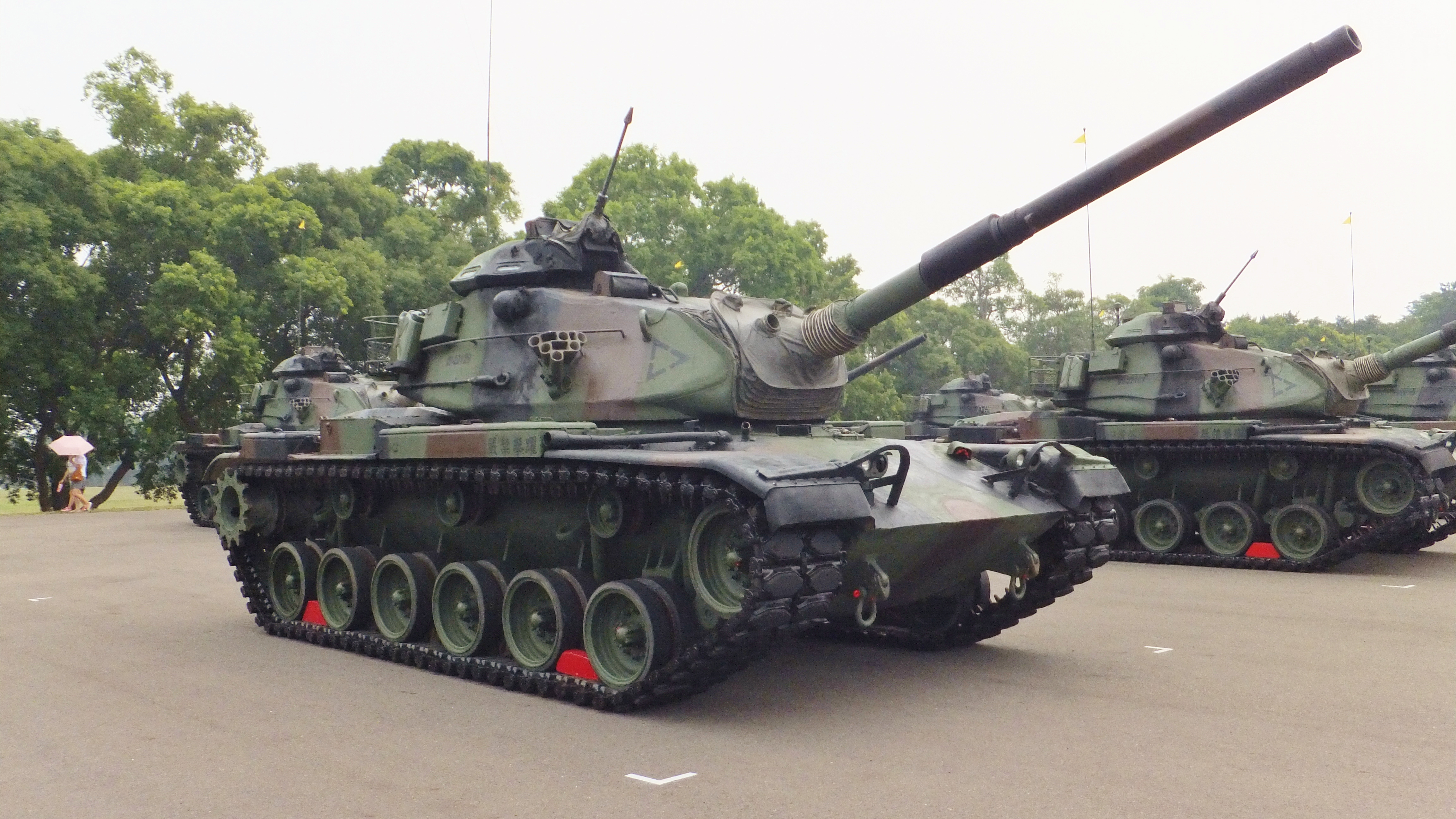
中華民國陸軍的M60A3 TTS

M60巴頓（英語：M60 Patton）是美國陸軍第四代也是最後一代的巴頓系列坦克；用來取代過去的M48巴頓。虽然M60是巴顿系列的延续，但“巴顿”从未是它官方名称的一部分，其正式名称为105毫米砲主战坦克M60（105 mm Gun Full Tracked Combat Tank M60）。M60是美国第一款主战坦克，在美軍自1962年起服役，在1960至70年代是美軍裝甲部隊最重要的坦克，期間曾發展出數款改良型，至1980年代因M1坦克服役逐漸退出第一線單位，到1990年代初因美蘇冷戰結束，美軍規模縮減而全數除役，但至今仍有多國仍在使用M60巴頓戰車。

## 背景
M60開發始於1950年代中期，當時的美國陸軍的坦克仍是分為輕型坦克（M24、M41）、中型坦克（M47、M48）和重型坦克（M103）三種級別，分別配發給輕、中和重裝甲營，但在美蘇冷戰開始後，這三種分類已顯得過時。美軍陸軍當時的戰車，有些已過於老舊，如二戰時服役的M24霞飛戰車；有些在開發過程中急於投入服役，M47中型坦克就有不少瑕疵在服役後需要翻修；即將服役的M103重型坦克體型龐大卻機動力不足；而且太多的屬性和分類，以及過多的彈藥口徑，對後勤補給體系造成沉重負擔。匈牙利1956年革命爆發後，蘇聯出動坦克鎮壓，英國領事館得到千載難逢的機會檢視蘇聯最新式的T-55主力坦克，西方國家由此得到實車情報，幾乎可以確定蘇聯主力戰車的裝甲厚度等同200毫米的滾軋均質鋼，且配備100毫米口徑戰車砲。在1950年代，西方國家輕戰車配備的76毫米砲在正常交戰距離是不能擊穿T-55坦克的砲塔正面裝甲，即使是中型戰車的90毫米砲也僅能勉強擊破；T-55的100公厘戰車砲則足以擊穿當時大部分中型戰車的正面裝甲，T-55的出現使得西方盟國需要加快提升戰車的火力及汰換過時的戰車。
1957年，美國陸軍參謀長馬克斯維爾·泰勒發布主力戰車發展策略藍圖，輕戰車將只會用於偵查與空降，中型及重型坦克將以單一類型的主力戰車取代。當時美國陸軍正執行一項命為T95坦克的開發案，這款坦克將擁有多項先進技術，包括配備複合裝甲、使用燃氣渦輪發動機和液氣壓懸吊系統等等，但將多種仍未成熟的新科技集於一身的下場，便是面臨開發困難和開發費用水漲船高。另一方面，美國廠商在此時開發出可應用於坦克的高功率柴油引擎，使得美軍戰車能夠改用較安全的柴油取代過往使用的汽油，這種柴油引擎也可以應用於改良現有的坦克。
面對蘇聯新型坦克數量日增的威脅，美軍在新坦克的開發正面臨以下幾種選擇：
1. 以現役主力坦克設計為基礎，開發一款可盡速服役的坦克；
2. 增加斥資完成T95坦克開發計劃；
3. 開發以砲射反戰坦克導彈為主要武器的全新坦克。

因為美軍駐歐部隊及北約盟國在坦克數量上已被蘇聯為首的華沙公約國漸漸拉開，美軍決定先以現役坦克為基礎儘速開發一款主力坦克。在選取開發方案時，由於輕型坦克的綜合戰力不足，裝甲和火力都與蘇聯T-55相差甚遠而不在考慮之列；M103重型坦克雖然火力較強且裝甲厚實，但引擎動力不匹配其近60噸的體量，即使在平整路面的最高時速也僅有34公里，明顯不能滿足發起攻勢作戰時對機動力的要求，而且此車的造價和操作成本都太高。最後尚可換裝更大口徑戰車砲的M48中型坦克被選定為開發新型主力戰車的基礎，由於M48戰車仍在量產，生產和後勤維護又可使用現有的設施，且巴頓車系還有大量後勤物資可供應用，無論在生產、訓練和後勤都可實現無縫交接，遂成為美軍的不二之選。美軍決定將M48中型戰車改良成為主力戰車後便中止了T95戰車的開發計畫。不過把M48改良成為主力戰車的方案，只是美軍在急切需求下所作出的過渡性安排，美軍仍是希望盡快獲得採用全新設計及先進技術的新戰車，所以在1960年代中期便與西德合作開發MBT-70主力戰車，而之前開發T95時所獲得的新技術，後來也有相當程度被轉移到MBT-70開發計劃。
美軍對於改良M48為新坦克的方案，首要是提升火力，需要將M48原有的M41 90毫米線膛砲換掉。當時有三款戰車砲曾在考慮之列，分別是由M103重型坦克使用的M58 120毫米口徑線膛砲衍生的輕量版T123E6，新開發的T208E9 90毫米口徑滑膛砲，以及英國皇家兵工廠的L7 105毫米口徑線膛砲。综合穿甲能力、精確度和射速等多方面的考慮後，美軍最後決定從英國引進L7戰車砲並進一步改良成為M68 105毫米口徑線膛砲。除火砲外，另一重點是改用柴油引擎取代汽油引擎，不但可延長行車距離，而且安全性較佳。美軍選擇將AV-1790發動機系列從汽油供油改良為多燃料供油設計，並撥用3輛M48A2改造測評。換用供油來源的AV-1790系列原型代號為AVDS-1790-P，測試時使用了各項燃料油品測試，其中主流燃料JP-4航空煤油與柴油在AVDS-1790-P的燃燒運轉都獲得可靠成果。1958年2月，2輛測試車換用改良供油泵、機油過濾器與潤滑裝置的AVDS-1790-1進行後續測試；1輛測試車換用更全面改良的AVDS-1790-2運往加拿大測試柴油引擎在寒冷環境下的妥善率。在寒帶測試時顯示AVDS-1790在怠速運轉輸出的動力，已足夠提供車內電系所需，因此移除了引擎裝置的輔助發電機，並改良了新的進氣過濾器，M48的車體後部也因應這些新設計進行修改。

## 主要車型

### M60

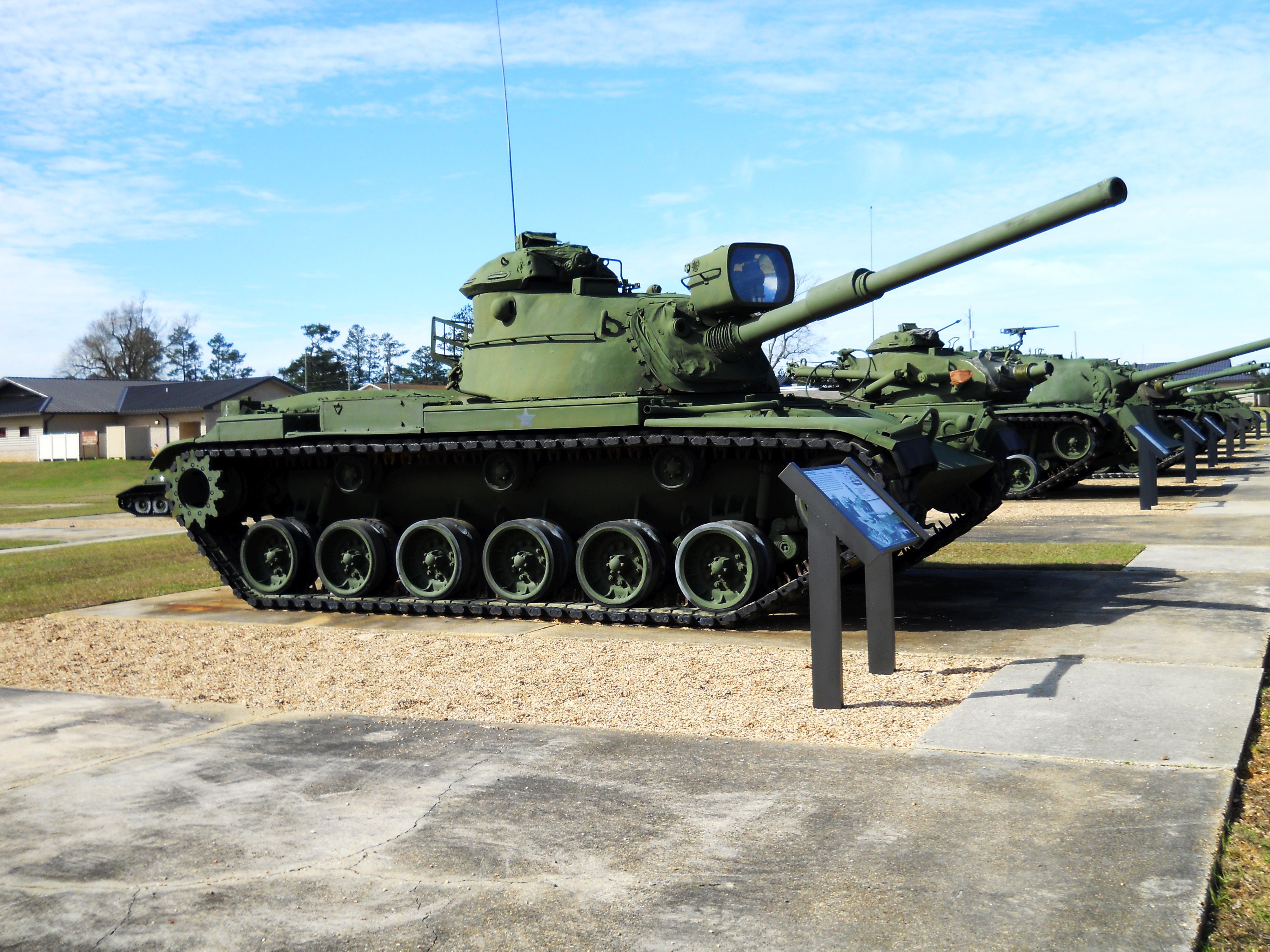
早期的M60主力坦克，雖然擁有新設計的車體，但砲塔仍是M48的模樣，但改配105毫米口徑砲

M60坦克是以M48A2為基礎改良而成，是M48巴頓坦克的延續。M60首批打造了4輛原型車，於1958年出廠，在1959年中進行測試，美國陸軍於1959年5月決定採用。原計劃的M60是會比之前的M48坦克有較多的改動，包括在车体和砲塔前部採用含有石英夹层的複合裝甲，但由于成本原因未能实现。M60沿用M48的鑄造龜殼形砲塔設計，裝甲最厚的砲盾厚178（7.0英寸），但改配由英國皇家兵工廠（Royal Ordnance Factory ，ROF）的L7線膛炮改良而成的M68E1 105毫米口徑戰車砲，火力較M48的90毫米砲大幅增強，105毫米砲彈的攜彈量為57發。在砲盾的同軸機槍是一支M1919A4 .30機槍。在砲塔的頂部裝有一座可旋轉的M19車長槍塔，配備一支.50口徑的M85重機槍，這座槍塔讓車長可以在裝甲的保護下操作機槍，不過最早期量產的45輛M60因車長槍塔未能如期交貨，因此採用額外改造的方式提供車長槍塔原來觀測設備，並安裝一支白朗寧M2重機槍供車長使用。M19車長槍塔的缺點是戰車的高度增加，較難尋找掩體匿藏，又因旋轉速度較慢，很難應付快速移動的目標，在密閉的車長槍塔內使用機槍射擊，亦容易造成塔內煙霧瀰漫。
M60的射控裝置沿襲M48A2C，採用M16機械電子混合式火控裝置。該裝置包含M10彈道驅動器（Ballistic Driver）、M16E1火砲資料計算機（Gun Data Computer），整合火砲溫度測量裝置、M17合像式光學測距儀。砲手配備了M31瞄準鏡，備用射擊瞄準為具有8倍放大之M105D直射瞄準鏡。最早期的M60並無夜視器材，為提升夜戰能力，於1962年在砲盾加裝一台AN/VSS-1(V)1紅外線探照燈，配合供砲手使用的M32紅外線潛望鏡，及供車長使用的M19紅外線潛望鏡和M18紅外線望遠鏡。
M60的車體改良自M48，底盤的主要結構採用鑄造成型，但在車體上部增加滾軋鋼板的使用，取代原來的鑄造結構。M60的車頭從M48的圓弧形改為平直的外觀，車體正面的上部裝甲厚93（3.7英寸），比M48的110（4.3英寸）薄，但因為車頭的傾角較大，可提供相同的220（8.7英寸）防護力，同時減輕重量。車尾也與M48不同，以適應柴油引擎的使用，車身的其餘部分則與M48相似，車體有6對路輪，採用較輕盈的鋁合金製造，頂支輪由N48的組減為3組，懸吊系統與M48同為扭力桿式。
M60與M48的最大分別是將動力系統由汽油引擎改為柴油引擎，M60採用AVDS-1790-2A柴油引擎，雖然輸出馬力從汽油引擎的810匹減少至750匹，但柴油的燃點較高，安全性也較汽油高，可減低燃料被引燃的機會。M60的行車距離比使用汽油引擎的M48大幅延長，從200多公里增至500公里，可減輕後勤燃料補給的需求。柴油引擎連接CD-850-5變速箱，並由車尾的驅動輪帶動T97E2履帶。這套動力系統於1963年，也被應用於將M48坦克原來的汽油引擎，改裝為採用柴油引擎的M48A3。
M60於1960年10月在底特律坦克工廠量產，並於同年12月在美國陸軍服役。M60從1959年開始量產了2,205輛，至1962年停產，產能則轉換量產M60A1所用。

### M60A1
M60戰車的火力較之前的M48戰車有較顯著的提升，但整體防護力仍停留在M48的水平，不久蘇聯陸軍便裝備T-62主戰坦克，該車配備一門115公釐口徑的U-5TS戰車砲，有別於過往戰車使用的線膛砲，T-62是第一種採用滑膛砲的主力戰車，因為砲管內壁沒有膛線，當砲彈通過砲管時便不會因膛線造成速度衰減，可提供比線膛砲高的砲口初速，從而增強砲彈的貫穿力，該砲發射的穿甲彈可在1000米處擊穿300毫米的垂直軋壓均質裝甲，美軍當時只有M103重戰車的正面裝甲才有機會抵擋得住，其餘的中型及輕型戰車的裝甲皆難以抵擋。由於得知蘇聯開發出更具威力的戰車砲，美軍在M60戰車剛投產，就提出要開發屬於改良型的M60A1，重點是提升砲塔的裝甲防護力。
M60A1的砲塔參考了T95E7中型戰車的長鼻式砲塔構型，其外觀有別於先前的巴頓戰車家族，新砲塔增加裝甲厚度，砲塔的正面向前延伸，正面及兩側有較大的傾斜度，具有較佳的避彈外型，砲塔的内部空間亦擴大，有更多空間收納新設備。砲盾的最大厚度由原來的178（7.0英寸）增加至254（10.0英寸），已相當於M103重型坦克的砲盾厚度。雖然沿用M68 105公釐戰車砲，但砲彈攜行量增加到63發，同軸機槍更換為M73 .30機槍（M1919A4 .30機槍改良型）。車長的M19觀測槍塔也有所修良，增加了觀察視野。雖然M60A1採用新款砲塔後的內部空間比M60原型的砲塔寬敞，但全車高度達3.1（120英寸），較難尋找掩體隱蔽，較易被敵方發現。除採用新款砲塔，車體也有改良，車體正面的上部裝甲增厚至109（4.3英寸），由於呈65度傾斜，可提供相當於厚258（10.2英寸）的防護力。行車操縱系統亦有更新，方向控制由以往履帶車常用的雙操縱桿改為一個倒T字形的控制桿，使駕駛方式如同一般汽車。
M60A1於1962年10月起量產，1980年停產，量產7,849輛，成為M60系列產量最多的型號。美軍自用的M60A1後來進行改良，有部分提升至A3標準。

#### M60A1的次型
- M60A1 AOS：增加火砲穩定器(Add-On-Stabilizer)，1972年服役，使用M68E1戰車砲。
- M60A1 RISE：特定裝備可靠性提升計畫（Reliability Improved Selective Equipment，RISE），於1975年執行，不但提升主要裝備的可靠性，也在諸多方面進行了優化。根據贖罪日戰爭的經驗，液壓系統改為較高燃點的油料，減低被擊中後被引燃的機會；引擎改為AVDS-1790-2C，而且可更快拆卸；改用T142雙鞘履帶，可減少磨損增加壽命；換裝AN/VSS-3紅外線探照燈。
- M60A1（RISE/PASSIVE）：M60A1 RISE的再改良型號，重點是改用被動式夜視儀增強夜戰能力，原先的夜視儀依賴紅外線探照燈進行投光，使用時很易被對方的夜視設備發現，這型號將夜視儀改為可用自然光源運作的星光夜視鏡，由於無需使用投光燈即可操作，能大幅減低夜戰時被敵方發現的機會，但因為星光夜視鏡所需的光源容易受到天候不佳或雲層影響，所以仍然保留紅外線探照燈。同軸機槍由M73車載中型機槍更換為M240C 7.62毫米口徑機槍，引擎升級為AVDS-1790-2D。美國陸軍及美國海軍陸戰隊均有採用此改良型，美軍的M60A1（RISE/PASSIVE）於1970年代晚期完成這項更新工程，其他使用M60A1的盟國在翻修時亦有採用此更新。

### M60A2

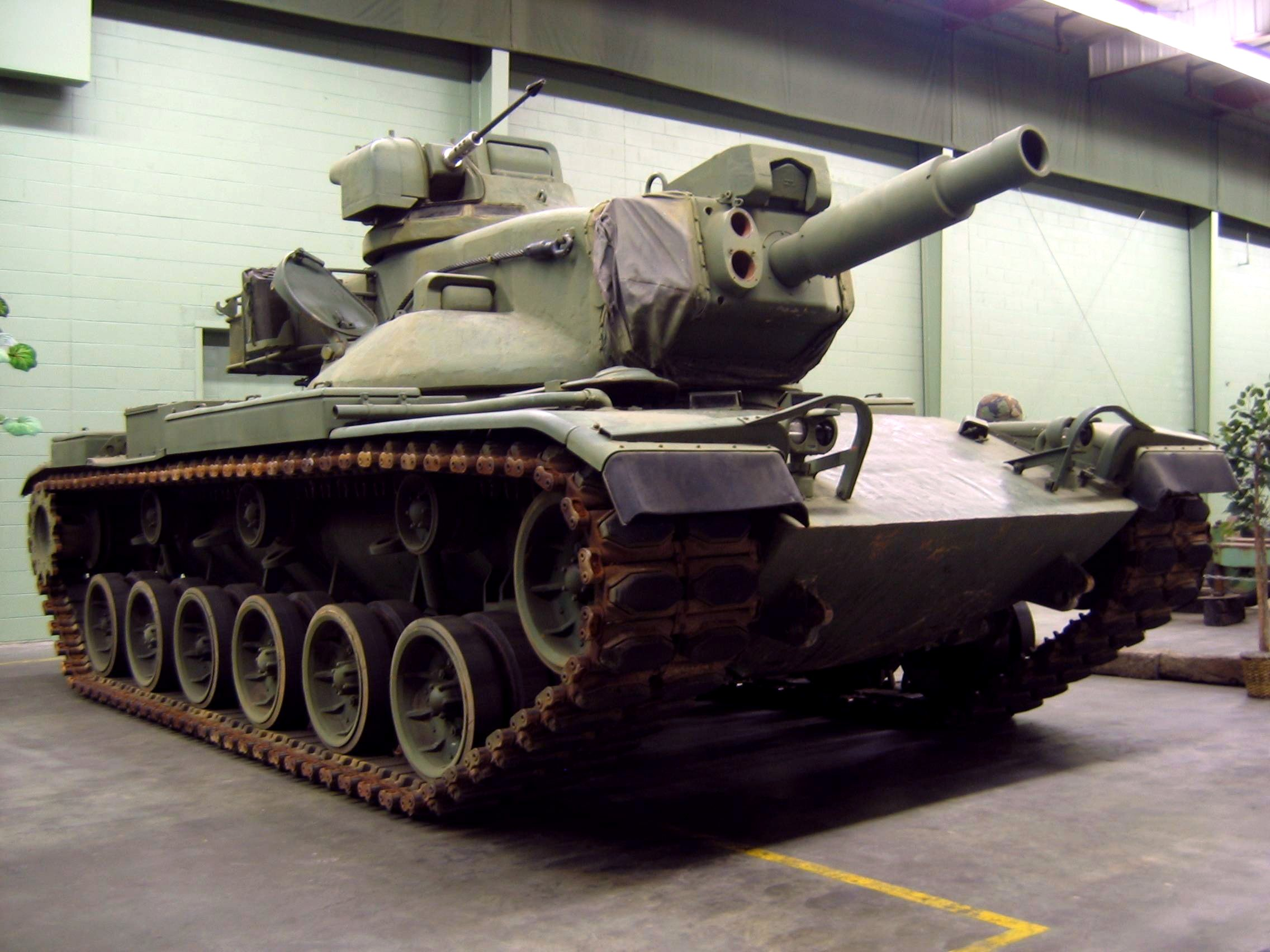
在博物館展覽的M60A2早期型

於1975年在美國陸軍服役的M60A2是巴頓系列各生產型中較特殊的型號，最大特點是採用一門M162 152毫米口徑低膛壓線膛砲取代105毫米口徑砲。M162是一款可發射導彈及砲彈的火砲，其原型是XM81E13線膛砲，原本是為MBT-70主力戰車而於1960年代開發，可發射MGM-51橡樹棍反坦克導彈（Shillelagh Missile），也可發射一般砲彈，但MBT-70計劃中止後，這款可發射導彈的戰車砲被用於M60A2及M551謝里登輕型坦克。MGM-51C有別於同時期反坦克導彈如BGM-71拖式等常用的有線導控，橡樹棍反坦克導彈採用紅外線遙控操作，因此可免除需要收納和釋放遙控導線造成的限制。導彈被射出後，砲手透過控制砲塔轉向及砲盾俯視仰角，將目標保持在光學瞄準器的瞄準線內，射控系統便會將控制導彈飛行方向的遙控訊號通過紅外線發送到導彈，砲手需要保持瞄準目標直至導彈擊中目標。

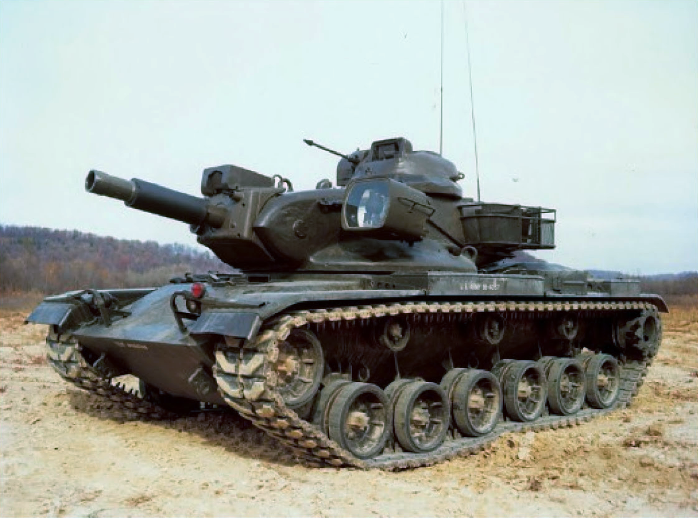
M60A1E1是開發M60A2的原型車

M60A2採用全新設計的砲塔，砲塔仍是以鑄造而成，但砲塔的上半部比砲塔環窄，頂部只有一個車長槍塔，裝填手和砲手的半圓形艙蓋則分別位於左側和右側的砲塔環。砲塔的正面輪廓狹窄，可減低迎面被擊中的機率，重量也較M60A1的砲塔輕，砲盾卻厚達292（11.5英寸）。除裝有152毫米的M162低膛壓砲外，也裝有同軸的M73A1 7.62毫米口徑機槍，後期型則改為M73A1的改良型，M219 7.62毫米口徑機槍，車長槍塔另有一延12.7毫米機槍。152毫米口徑砲彈備彈量為33發M409高爆彈及13枚MGM-51C反坦克導彈。射控系統初期仍是用光學測距儀，後來改配最大有效距離可達4000米的鐳射測距儀。夜視系統仍屬M60A1的設計，砲塔左側裝有一具AN/VSS-1(V)1紅外線投光燈，並配合M19E1夜視儀使用。
M60A2的車體與M60A1相同，但為了避免砲彈發射時廢氣瀰漫，所以在引擎散熱網下方裝有CBSS（Closed Breech Scavenger System），不過M60A2在測試期間，美軍已迫不及待訂製了200座M60A2砲塔，由於這批砲塔沒有可供使用的車體，於是美軍決定挪用原本給M60A1的車體安裝這些M60A2砲塔，而被挪用車身的M60A1砲塔，則被安裝在M48A3的車體上，而這些使用M60A1砲塔的M48坦克便被稱為M48A4，由於不是所有車體新造時是M60A2，因此有部分M60A2沒有CBSS。

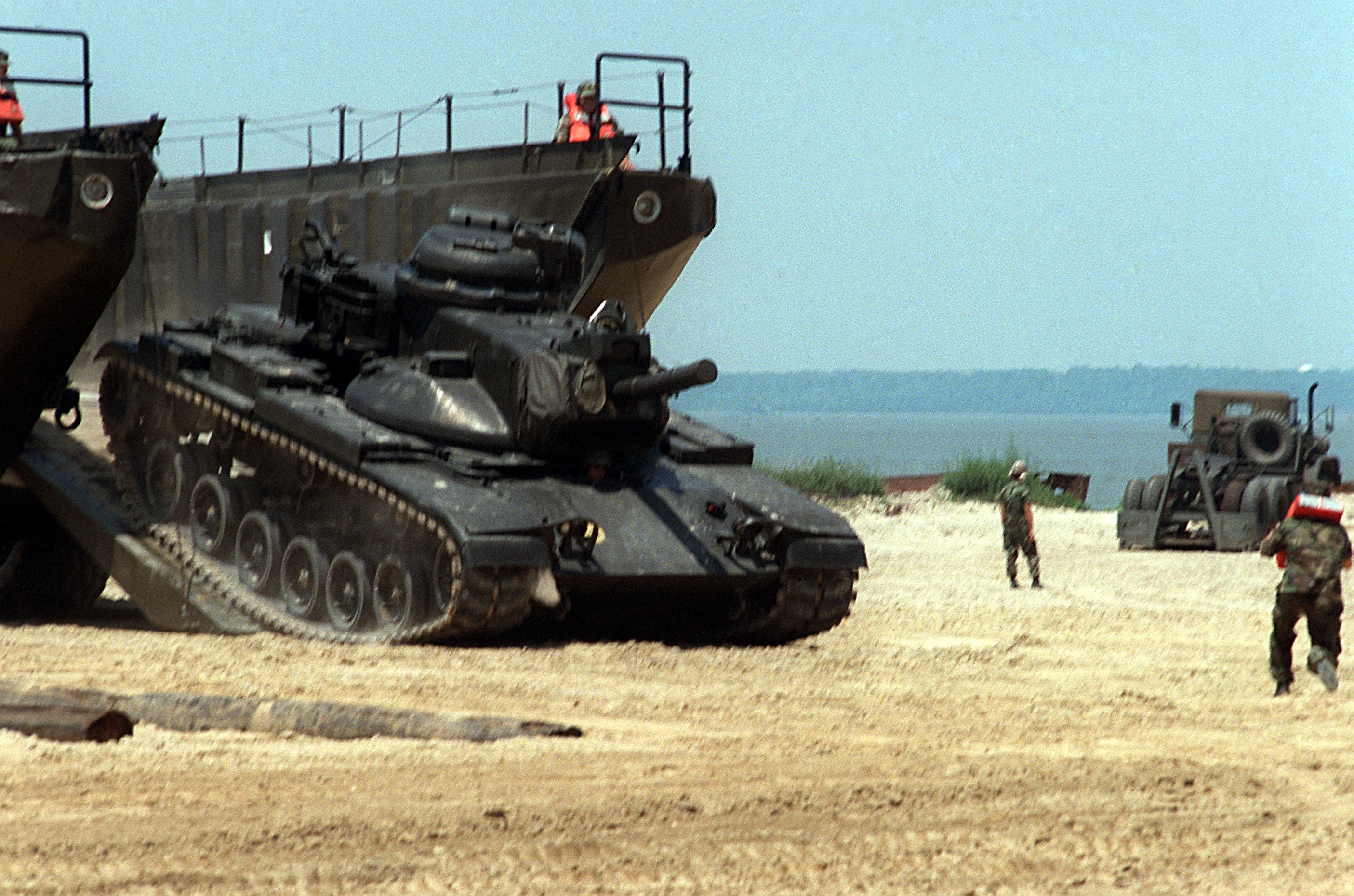
從登陸載具駛下的M60A2

M60A2原是美軍為加強裝甲部隊的長距離攻擊力而發展，由於M60A1的105毫米口徑砲在當時的有效應用距離是1800米，而且射程越遠偏差越大，當距離超過2500米，射擊精確度便會大幅下滑至失去實用性，當發射脫殼穿甲彈時，貫穿力也會隨距離而下降，要擊穿300毫米裝甲需要在500米距離內，在2500米外已不足以擊穿蘇聯坦克的正面裝甲；相對之下，MGM-51反坦克導彈在距離2公里的首發命中率高達80%，遠超M68砲在同樣距離只有44%的首發命中率，反坦克導彈的射程不但較遠和命中率較高，而且破甲能力不會因距離增加而下降，MGM-51C反坦克導彈即使在最大射程都可維持390毫米的破甲能力，所以美軍於1960年代開發MBT-70時便計劃引入反坦克導彈，並配合導彈而採用M162 152毫米線膛砲的前身XM81E13。
由於MGM-51C橡樹棍反坦克導彈有效射程達到3000米，所以美軍計劃為每個M60A1的裝甲營編入十輛左右的M60A2，由M60A2在遠距離發射橡樹棍反坦克導彈，利用導彈的長射程，在蘇聯坦克的火砲有效射程外先發制人，搶先將蘇聯坦克擊毀，以抵消蘇聯裝甲部隊的數量優勢。但美軍的構想卻受到M60A2在多方面不足的限制，由於M162戰車砲在技術上仍不成熟，其彈藥使用的全燃式藥筒容易因意外撞擊而受損，其藥筒外殼在開火時也未能全部燃燒，容易在砲膛形成殘渣，影響持續射擊的安全性。此外，橡樹棍導彈需要砲手持續引導飛向目標，但受到當時的技術限制，M60A2在行駛期間並不能進行這種操控，所以只能停車發射導彈，並一直停車至導彈命中目標，而MGM-51C橡樹棍反坦克導彈的最大飛行速度約為每秒320米，要完成3000米的飛行距離需要近十秒鐘，還未計入鎖定目標及測距的時間。在美蘇最可能爆發坦克大戰的歐陸平原上，如為了使用導彈而進行頻密和長時間的停車，又沒有找到掩體，當面對正在全速推進的蘇聯裝甲部隊時，M60A2不但很容易因雙方距離拉近而失去導彈的長射程優勢，長時間停車更形同固定的靶子。M60A2的近距離接戰能力同樣大受限制。由於砲手需要有足夠的時間在導彈射出後操控導彈的飛行方向，橡樹棍導彈的飛行軌跡又不能在距離砲口730米內正確接收導引訊號，只可用於攻擊相距超過730米的目標，所以橡樹棍反坦克導彈不能用於近戰。雖然在近距離交戰可使用砲彈，但早期的M60A2仍在使用砲塔頂部兩側的光學測距儀，但其測距基線卻因為窄身的砲塔設計而明顯較短，測距精度遠不如M60A1，對射擊的彈著點估算造成負面的影響，直至加裝鐳射測距儀後才改善了這缺點。另外，其M162 152毫米口徑低膛壓砲是一款短砲身的火砲，砲彈飛行速度遠低於M60A1的M68 105毫米52倍徑線膛砲，因此M60A2使用M409高爆彈射擊移動中的目標時精確度遠不如M60A1，由於近戰能力不足，所以M60A2在美軍中需要與配備105公釐戰車砲的主力戰車混編，而不是完全取代M60A1戰車。
由於M60A2的導彈系統不能在行車時使用，反應速度方面也遠不如配備先進射控系統及新型火砲的坦克，一枚MGM-51C導彈的價格是一發M409高爆彈的七倍，發射一枚的成本也是太昂貴，而且系統複雜及可靠性太低。雖然美軍在1971年決定採用，1973年已經量產，但其技術問題使之須要延至1975年才能服役，即使服役後，前線單位亦一直受到維修困難的困擾，更將其暱稱為星球大戰中的星艦（Starship），比喻其系統達到如同科幻的複雜程度。當時蘇聯的新型坦克如T-72都已採用125毫米口徑砲，美軍亦已計劃為仍在研發中的M1坦克引進新型120毫米口徑滑膛砲，M60A2的MGM-51C橡樹棍反坦克導彈與新出現的120毫米滑膛砲相比，在射程上已沒有明顯優勢，而其他方面的表現都未如理想，所以M60A2的生產線只維持兩年便於1975年停產，只為美軍生產了526輛，並於1981年起除役，大多數的M60A2後來被改裝為M60A3或作為裝甲架橋車使用。

### M60A3

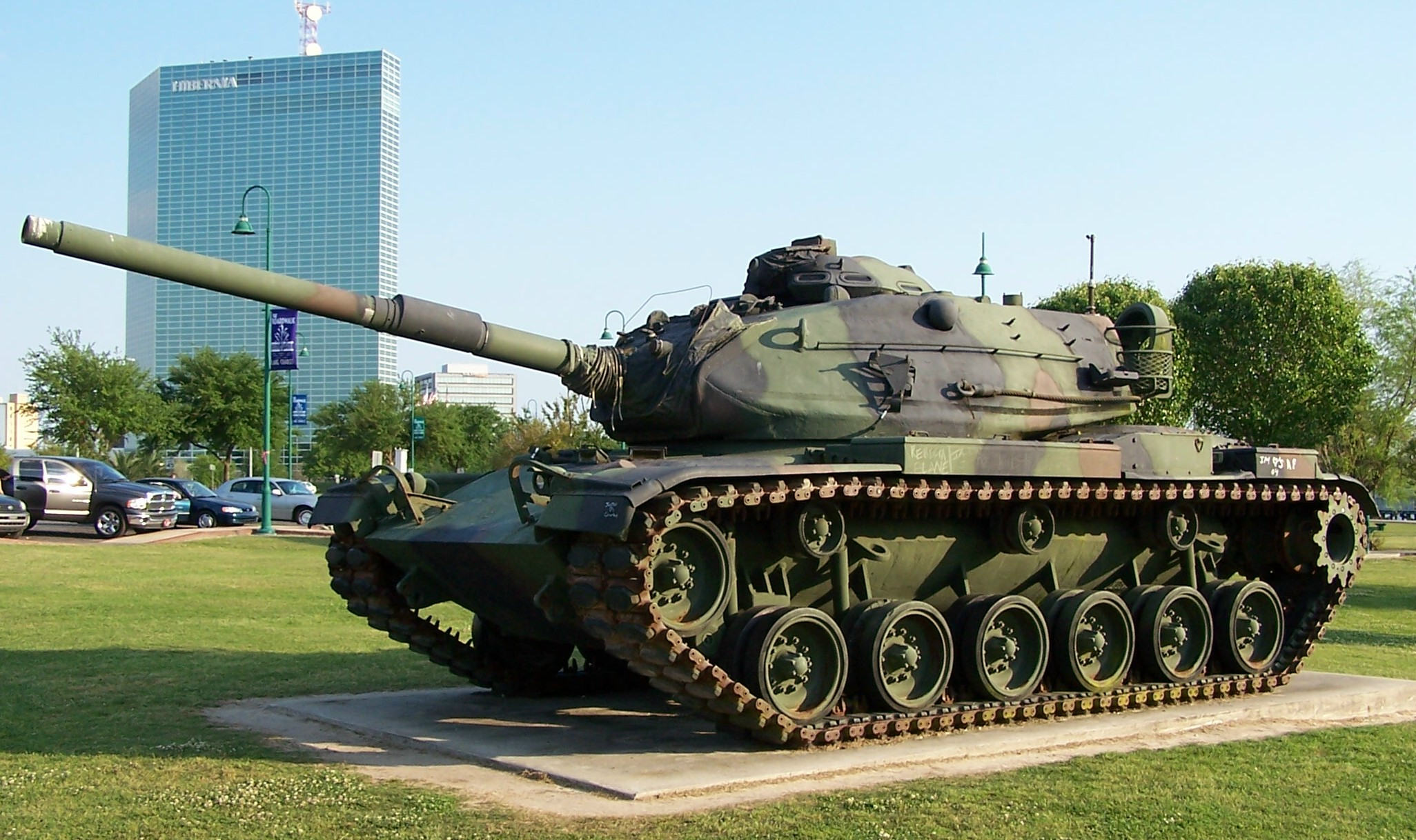
在戶外展覽的M60A3

由M48坦克改良而成的M60坦克原本只被美軍作為新型坦克服役前的過渡性產品，美軍在1960年代中期便認為M60A1即使應對蘇聯的T-62也沒有明顯優勢，蘇聯全新研發的T-72坦克出現後，清楚顯示血脈可追溯至M26潘興坦克的巴頓系列已經落後，美國雖然在1960年代中期與西德合作開發MBT-70，但這款坦克的研發於1971年以失敗告終，之後接續的XM1計劃至1976年才生產出首輛供初步評測的原型車，M1主力戰車的最終構型在這時也未有定案，由於M1戰車研發進度無法趕及於1970年代末期量產服役，即使及時量產，產能也不能在短時間內汰換各單位內大部分的M60A1，為了確保裝甲戰力可以抗衡華約裝甲部隊，美軍無可避免的得為現役的M60A1持續進行延壽及升級，因此美軍在1976年決定發展M60A3，希望降低新一代坦克不斷延遲服役所造成的影響，M60A3於1978年起量產，1979年起量產使用熱影像觀測儀的M60A3 TTS，也是巴頓系列主力坦克最後一個主要量產版本。

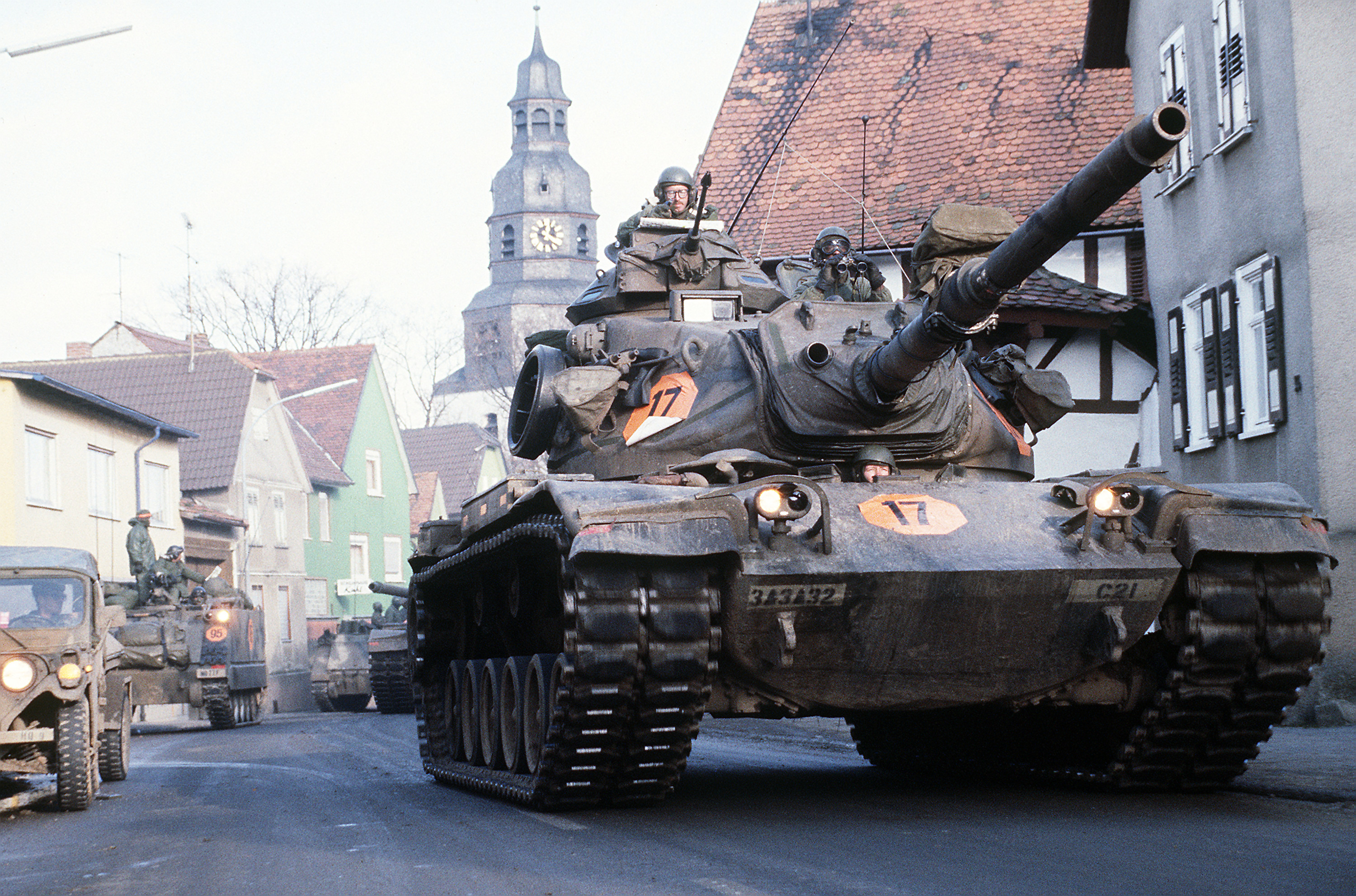
美國陸軍於1985年在西德參與（REFORGER '85）演習的M60A3

M60A3被美軍視為M1坦克大量服役前的過渡性車型，美軍在發展M60A3時已要求可由現用的M60A1進行升級，所以這款改良型並不涉及對M60A1的車體和砲塔的結構性改造。M60A3的改良重點是大幅精進射控系統，使用休斯飛機公司開發的AN/WG-2雷射測距儀取代以往的M17合像式光學測距儀，加裝環境感應器，彈道計算機由舊式的M19更換為應用固態電子元件的M21，改良戰車砲穩定儀，並採用加裝隔熱套筒平衡砲身溫度的M68E1戰車砲。
雖然在外觀上M60A3與之前的M60A1並沒有明顯的差別，但射控系統的整合及自動化程度，已經被提升至接近早期型的M1主力戰車的技術水準。由於雷射測距儀可以迅速及持續測量目標的距離，因此M60A3比之前使用M17光學測距儀的巴頓系列戰車，大幅縮短了測量目標距離的時間，而且測距準確度高，目標距離連同由環境感測器測得的橫風風速、大氣壓力和氣溫，以及由狀態感測器量得的砲耳傾斜度等數據，均會自動輸入到射控系統的M21彈道計算機，由瞄準至開火的反應時間大幅加快，在行進間的射擊精確度及首發命中率均有顯著的提高。為加快開發及進行升級的時程，M60A3沿用105公釐口徑戰車砲，面對蘇聯新型戰車如T-72及T-80持續增強裝甲防護，在不換裝更大口徑砲的情況下，美軍便需要開發新型彈藥來提升火力，特別是專門對付戰車的尾翼穩定脫殼穿甲彈，美軍在M60A3服役的1978年配發碳化鎢合金製造的M735，到1980年美軍裝備第一種使用貧鈾造彈芯的M774，在1983年又開發出同樣採用貧鈾的M833。
在副武器方面，位於砲盾的同軸機槍改為M240通用機槍（比利時FN MAG的美國生產型）；砲塔前方兩側加裝M239 66毫米煙霧彈發射器（英國的L8A1美國生產型）。另外根據1973年贖罪日戰爭以色列陸軍操作M60A1的實戰經驗，將砲塔的液壓系統改用更難被點燃的油料，同時改善滅火設備。M60A3於1978年2月起量產，1979年5月在美國陸軍駐歐部隊展開部署。

#### M60A3 TTS
美軍於1978年6月採納在M60A3的射控系統整合由德州儀器開發的AN/VSG-2熱影像夜視儀，取代原本使用星光夜視鏡的M35E1砲手瞄準器，使得夜戰能力較之前的各型巴頓戰車大為增強。射控系統已整合熱影像夜視儀的M60A3被稱為M60A3 TTS，其中的（TTS）代表（Tank Thermal Sight）即是「戰車熱成像瞄準」，配備熱影像夜視儀的M60A3 TTS具備與早期的M1戰車相近的夜戰能力，而比M1戰車稍早服役的M60A3 TTS，也成為第一種在射控系統配備熱影像夜視儀的主力戰車，對比當年使用主動式紅外線或星光夜視儀的其他戰車，M60A3 TTS的夜戰能力處於頂尖水平。由於無需依靠投光燈或其他外來光源即可搜索和攻擊目標，因此以往安裝在砲盾上的紅外線投光燈在該型被移除。
美國陸軍於1979年8月開始裝備M60A3 TTS，是最後一款在美軍服役的巴頓系列主力戰車，在此前交貨的M60A3在翻修時也獲升級為M60A3 TTS的規格。美國國防部在1983年6月訂購最後一批120輛M60A3 TTS，美軍合共採購了1,686輛新造的M60A3及M60A3 TTS，另外將大批仍要繼續服役的M60A1提升至M60A3 TTS的規格，至1989年時美軍擁有約5,400輛M60A3 TTS。因為要清理對外軍售的訂單，包括沙烏地阿拉伯、埃及的訂單，及為台灣開發中的CM-11主力戰車生產450個車體，M60A3的生產線維持至1987年才關閉。

## 其他車型

### 測試車型
- M60A1E1：M60A1配備和M60A2相同的車型，一門XM162 152毫米线膛砲，並且可以發射MGM-51C橡树棍导弹或一般砲彈，亦有作為遙控型20毫米機砲的實驗車。
- M60A1E3：M60A3的原型車，M60A1主砲改裝英製L7A3 105毫米線膛砲和有更多的裝甲保護。
- M60A1E4：遙控武器的實驗車。
- K-Tank：克萊斯勒防務公司（Chrysler Defense Division）在M60A1車體上裝置類似M60A2的砲塔（稱為「K砲塔」，沒有砲手及填裝手艙蓋），使用主砲為與MBT70/XM803戰車相同的XM150 152mm线膛砲，砲塔後方則裝配與M551空降戰車早期所用M176煙幕發射筒八枚，為實驗車型。
- M60XA4：M60A3加裝M256 120毫米（萊茵金屬公司的Rh120-L44）滑膛砲，以供美國國民兵使用，後來計畫終止。
- Super M60（M60AX）：由鐵勒達因（Teledyne）向美國陸軍借用M60A1實施裝甲防護提升，並改用AVCR-1790柴油引擎和RK-340變速箱及液氮避震懸吊裝置測試性能。
- M60-2000/120S：通用陸地系統研發的M60改良型，把現有的M60A1戰車的砲塔更換為配備一門120毫米口徑滑膛砲的M1A1主力戰車的砲塔，成為把M60A1車體和M1A1砲塔結合的混合型戰車，而車體內部的設施亦會配合改良，升級的費用約為購買全新的M1A1主力戰車的百分之70。土耳其曾經積極考慮該方案改良現有的M60A1戰車，但因為經濟原因最後選擇了以色列的Sabra方案。雖然該改良方案可大大提升作戰效能，但價格也是最貴的其中一個，截至2019年沒有任何國家採用該改良方案，測試和示範用的原型車亦已被分解，把借來的M1A1主力戰車的砲塔歸還美軍。

### 特殊車型

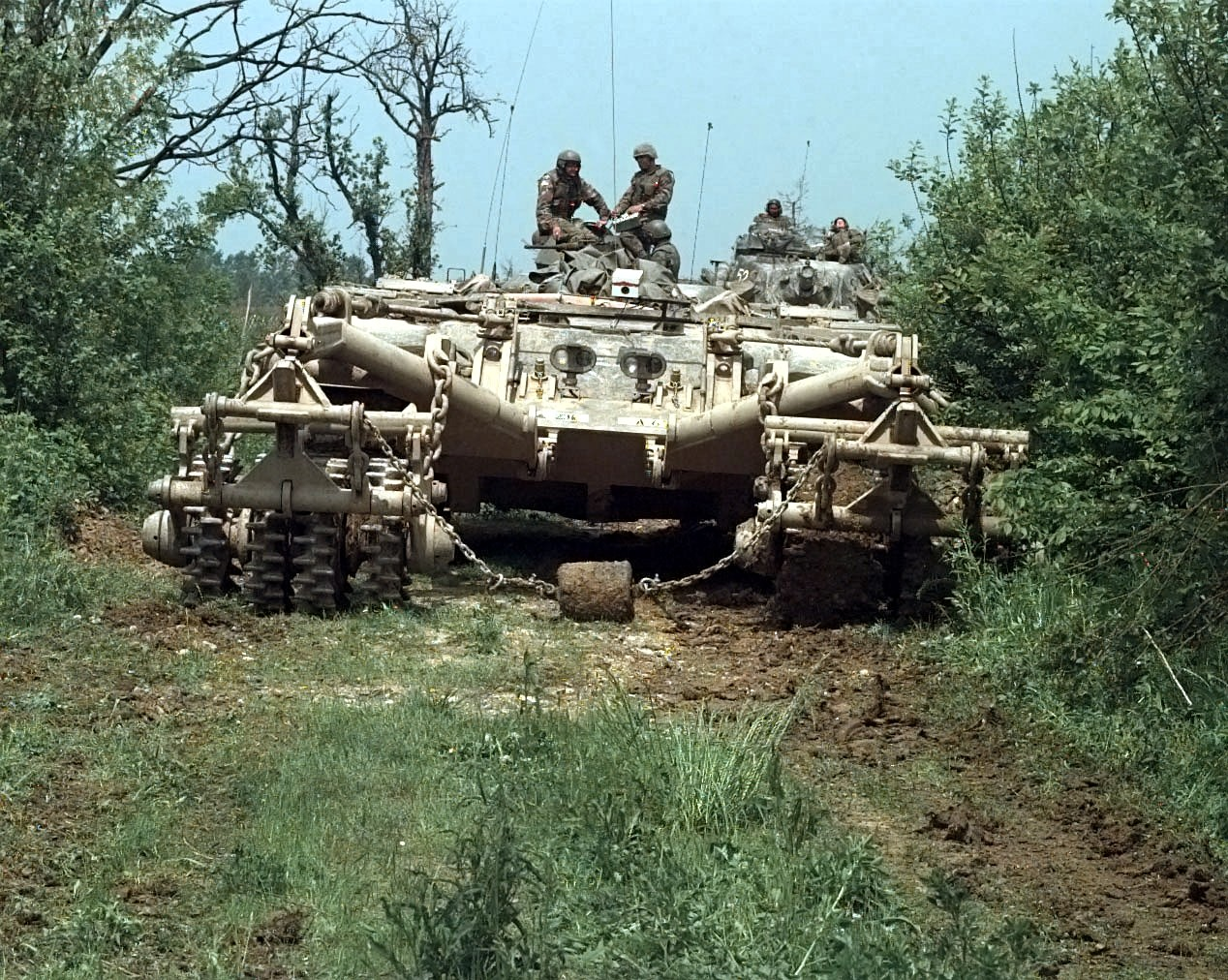
一輛美洲豹遙控地雷清除車放下清除輪（波士尼亞 1996/5/16）

- M60A1 AVLB：裝甲架橋車，M60A1底盤加裝60英呎（18公尺）剪刀橋。
- M60 AVLM：裝甲掃雷車，MICLIC（Mine-Clearing Line Charge），在AVLB型上安裝兩具MICLIC於M60底盤。
- M60 Panther：遙控除雷車。
- M728 CEV ：以M60A1為基礎改造的工兵車。有A型吊架和絞盤在砲塔前方，裝設一門英國皇家兵工廠生產的L9A1 165毫米爆破砲（美軍制號M135）。車體前方裝有M9推土鏟，或者在推土鏟的前方再加裝除雷犛，M60和M728系列所使用的M9推土鏟在外觀上是一樣的，但驅動推土鏟的液壓管道佈置兩者有別，M60是外露的，M728是隱藏在車體內。
- M728A1：M728 CEV升級版。

### 功能配件

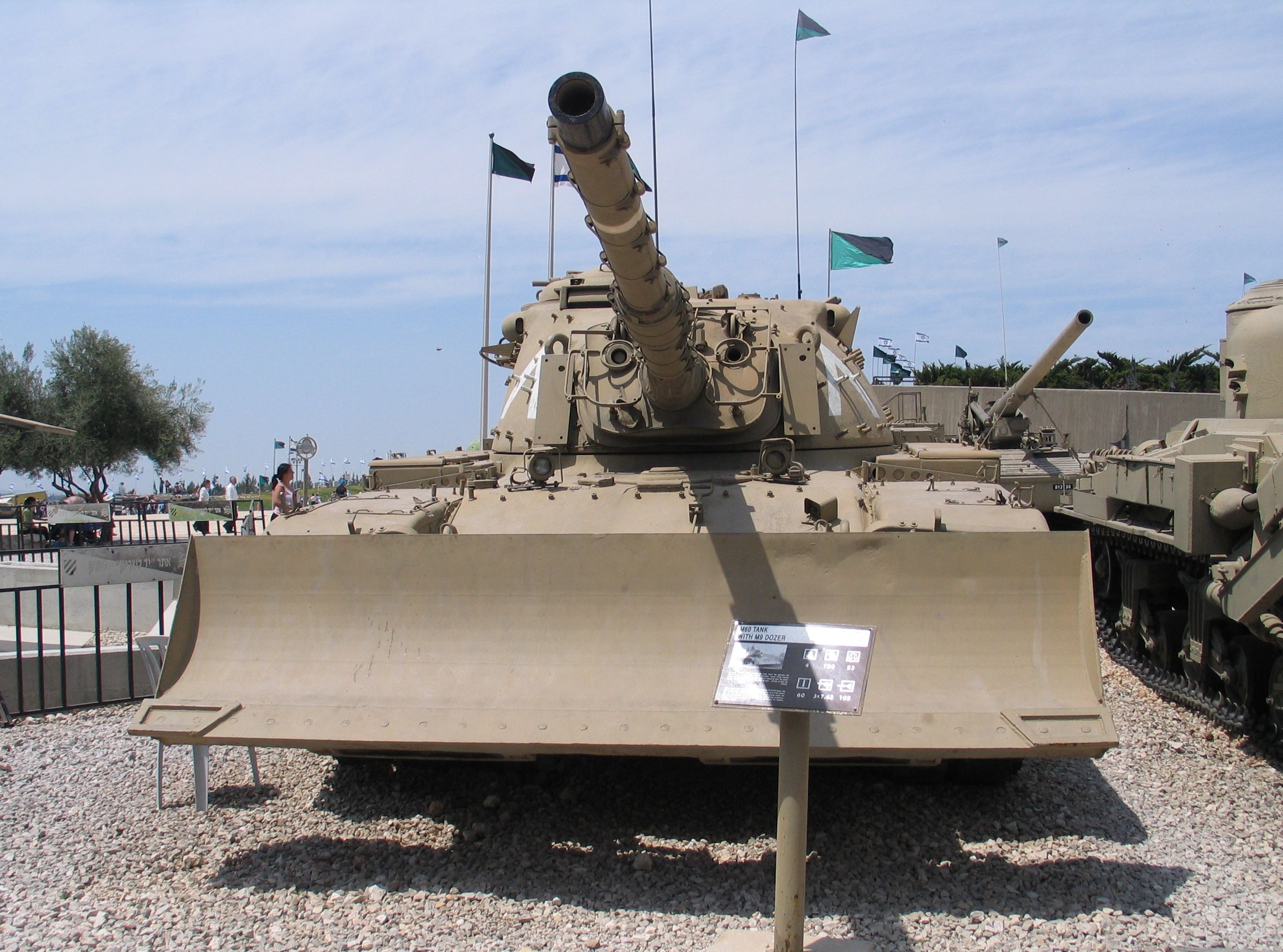
M9推土鏟

- M9：M60底盤專用推土鏟，由駕駛員操控，M60坦克加裝後重量增加4公噸。

## 各國版本

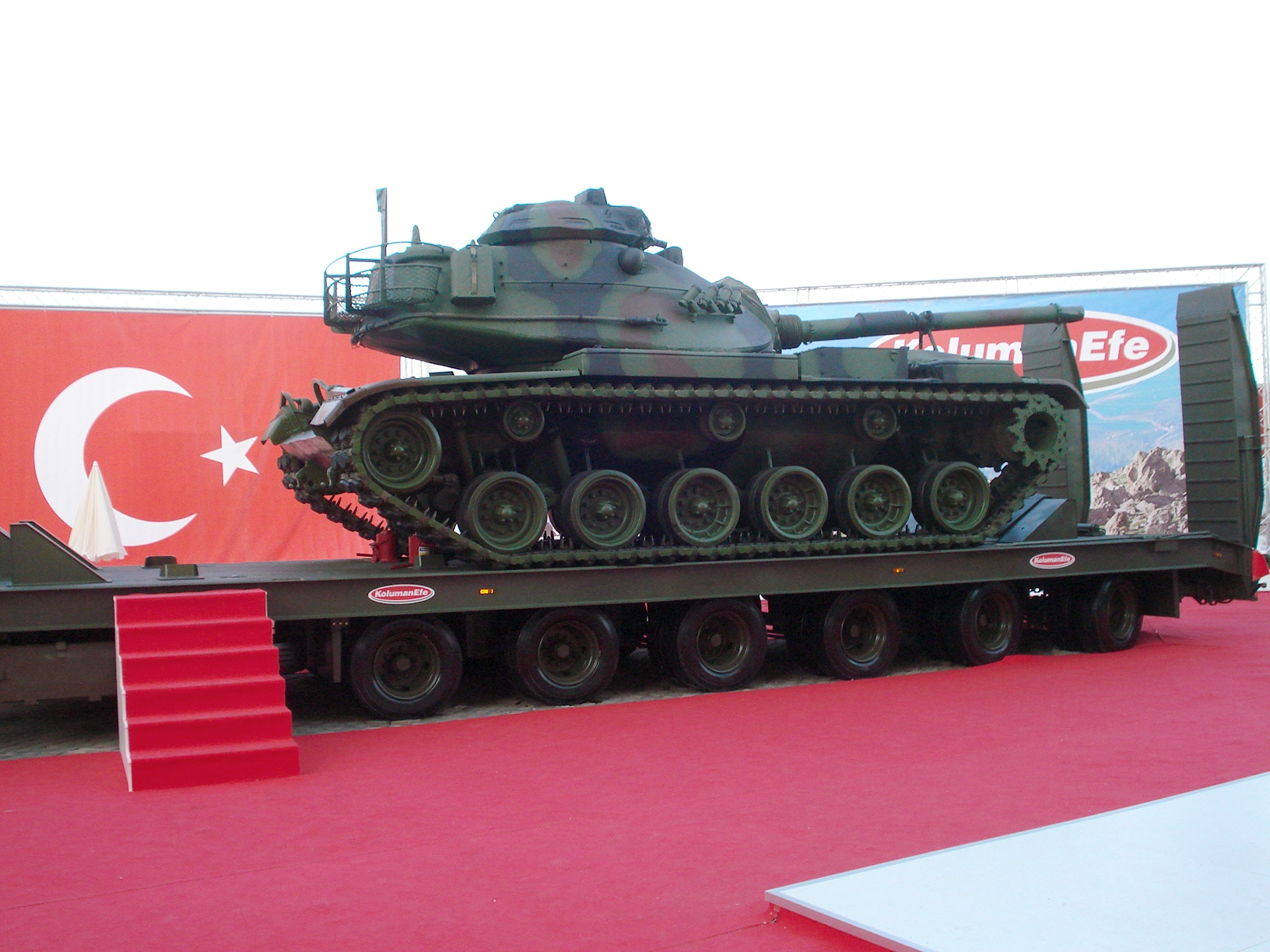
土耳其的M60A3 TTS於安卡拉IDEF'07武器展

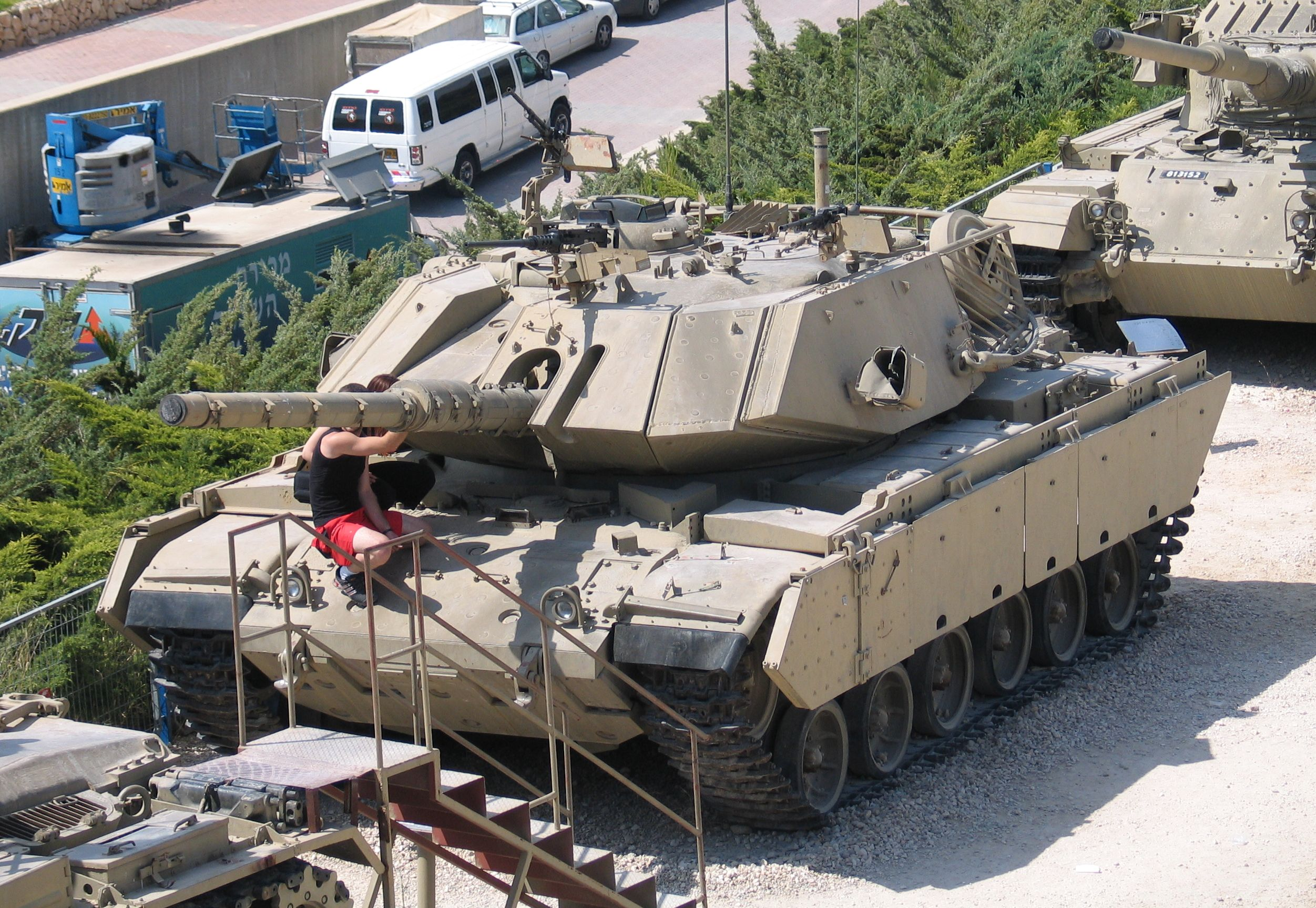
Magach 7C型於以色列装甲部队纪念馆

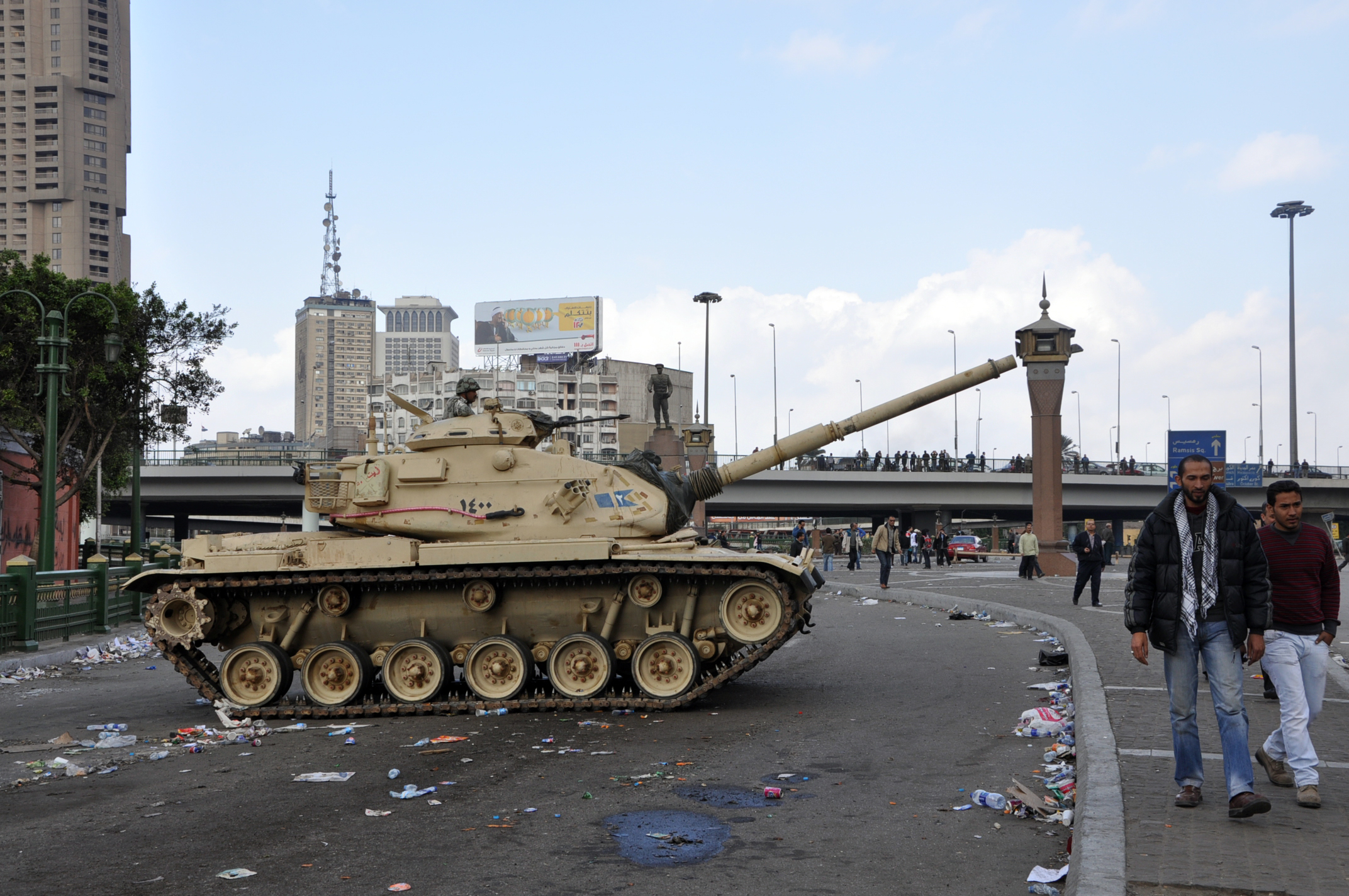
埃及的M60A3在開羅街頭

薩布拉坦克：以色列與土耳其合作製造的M60A3改良型主力戰車，又稱M60T。原型車於2005年在土耳其測試，於2007年中開始進行升級，目前預定改裝170輛。Sabra可以看作一種現代化新戰車，就以色列國防軍的說法Sabra的系統採用部分馳車MK.IV之零件，升級包含：
1. Elbit系統電子發砲和砲塔穩定機械結構
2. 新型火控系統（土耳其Aselsan公司出品）
3. 新型120毫米MG253滑膛砲（土耳其MKEK公司出品）
4. 外加熱感應瞄準鏡
5. 自動滅火裝置
6. 威脅警報器（RWR/IR警報器）
7. 煙霧彈和內置60毫米迫擊砲（Soltam公司出品）
8. 升級與梅卡瓦Mk IV同等級外掛反應裝甲（ERA）
9. 1000匹馬力MTU柴油引擎
10. 全系統現代化和綜合能力
11. 梅卡瓦Mk IV的加強型履帶
12. 核生化防護系統。[12][13][14]

E-60：美國對外軍售型號：
- E-60：基本型M60未作改變
- E-60A：基本型M60A1未作改變
  - E-60A Dozer：加裝M9推土鏟
- E-60B：基本型M60A3未作改變

埃及版：M60A3於埃及服役後升級了更好的柴油增加引擎馬力，現代化火控系統及彈道電腦，紅外線裝置，雷射測距儀，外掛反應裝甲及新式懸吊。預計2008年底完成改裝。後續M60A3改裝預定於2009年到2012年之間完成總計1700輛中的1000輛會升級到更新的標準，更換成M1A1的砲塔並升級底盤裝甲、傳動和懸吊系統。裝甲塊將包覆前後和兩側。動力換成一具德國製1500匹馬力柴油引擎，主砲換成M1A1用的120毫米滑膛砲。以上修改車重也會增加到65噸。
Mazin：約旦修改型M60A3。
M60CZ-10/25E Alacran：西版牙以M60A1改裝的戰鬥工兵車，共改造了38輛。
M60VLPD 26/70E：西版牙用M60A1改裝的架橋車，使用「Leguan橋系統」，共改造了12輛。
馬戈其坦克：以色列改良版，以M60與M48底盤改裝，修改砲塔並安裝了反應裝甲大幅強化防護力，由M60底盤改裝為代號Magach 6與Magach 7之系列；1982年中東戰爭時曾與蘇聯T-72坦克交戰，並配以較優秀的M111穿甲彈對抗；蘇聯為此強化現役T-72與T-80的車體裝甲去因應防禦力不足的問題。
薩爾曼402：伊朗陸軍改良美製M60A1坦克，該坦克有新的附加裝甲、動態保護元件和現代通訊系統。坦克在砲塔前部配備了爆炸式反應裝甲（ERA），兩側加裝側裙裝甲，防止直接命中。砲塔四周也加裝了符合原先外型的反應裝甲塊，原先在砲塔後方的雜物欄被拆除，同樣披上裝甲塊。戰車砲塔上安裝了新型遙控武器站（RCWS），配備機槍、熱瞄準系統和氣象感測器。砲塔兩側配備了光電對抗系統。

## 作戰紀錄
贖罪日戰爭
在戰爭爆發前的1970至1972年間，以色列陸軍從美國獲得150輛新造的M60A1，並供給下列單位使用：
- 第600裝甲旅：第407、409、410戰車營共計108輛，包含旅部編制3輛，合計111輛。該旅隸屬於第143裝甲師。
- 第143裝甲師：直屬部隊第87偵查營有24輛。
- 第469裝甲旅：第196戰車營有15輛，與51輛M48A3戰車混編。

1973年10月6日，埃及趁贖罪日對以色列發起大規模攻勢，贖罪日戰爭爆發。10月7日，以色列陸軍第600裝甲旅發起反攻，遭到埃及重創後撤退。10月8日，第87偵查營在與埃及的交戰中，營長車遭到擊中，Ben-Zion Carmeli中校戰死。10月9日，第600裝甲旅再度發動反攻，在當日的連番交戰中損失30輛M60A1，並退回攻擊發起線。同日晚上，第87偵查營尋找到埃及防線的缺口，為了攻佔該處破綻，以色列軍方決定將第14裝甲旅編入第143裝甲師補充之前的戰損，而當時的第196戰車營是由第14裝甲旅指揮，因此在贖罪日戰爭期間，以軍的M60A1均是由第143裝甲師運用。
在10月9日的戰鬥結束後，以埃兩軍用了4天的時間重整部隊，兩軍在10月13日再度重啟作戰，第143師在當日成功抵禦埃及陸軍第21裝甲師的攻擊。10月15日，以軍發起中國農場戰役，試圖由裝甲部隊擊破埃及部隊的防線，並跨越蘇伊士運河以西。攻擊的前鋒由第143裝甲師與第162裝甲師擔任，兩個裝甲師集結了440輛戰車。15日傍晚，第14裝甲旅投入53輛M60A1與44輛M48強攻埃及第21裝甲師有136輛T-55的防線。不過埃及早有準備，在攻勢初期第14裝甲旅便損失慘重，有25輛戰車被擊毀。埃軍在以軍受挫後發動逆襲，第87偵查營成功挫敗埃軍的攻勢，但損失11輛M60A1，甫接任該偵查營營長的軍官也在15日戰死。到10月16日上午，第14旅已損失70輛戰車，該旅失去戰力。
以軍為了挽救戰局，第162師師長下令將所有仍有戰力的裝甲部隊投入到中國農場戰役。10月16日下午，以軍出動300餘輛戰車攻打埃軍第21裝甲師，成功殲滅缺乏增援的埃軍裝甲部隊。10月17日，埃軍為了重奪主導權，派出配備T-62主战坦克的第25戰車旅反攻以軍，雙方再度爆發大規模戰車戰，這是西方國家的戰車首次與T-62交戰。在當日的戰鬥中，埃及陸軍第25裝甲旅損失超過三分之一的T-62，受到重創的埃及部隊被迫撤退。
中國農場戰役在10月18日結束，以軍使用M60裝甲架橋車取代埃軍自行破壞的浮橋跨越蘇伊士運河，該戰役是贖罪日戰爭中，以色列南部戰線規模最大且耗損最鉅的裝甲部隊對決。第143裝甲師僅剩下41輛M60A1仍可操作，第87偵查營編制的22輛M60A1被擊毀17輛，第407戰車營編制的31輛M60A1損失了22輛，第196營損失全數M60A1。
因為戰損沉重，第600裝甲旅並未跨越蘇伊士運河，而是留在西奈半島掃蕩埃及的殘餘部隊。10月21日，第600旅的41輛M60A1（第409營操作15輛、第410營操作26輛）向埃及有戰車防禦的陣地發動強攻，第410營損失了22輛M60A1，24人陣亡、50餘人負傷。在10月22日停戰前夕，埃及特戰部隊發動了最後一波突襲，擊毀以軍3輛M60A1。
在贖罪日戰爭中，以色列除了裝備原有的150輛M60A1，以色列在戰爭期間得到美國軍援，美軍空運4輛M60A1給以色列，以軍在戰爭中合共有154輛M60A1。第600裝甲旅原編制111輛M60A1，在戰爭結束後僅剩下19輛，包括第409營15輛及第410營4輛。第407戰車營、第87偵查營及第196戰車營損失了所有M60A1，戰後這三個戰車營被解編。在該役的實戰顯示，M60A1的105公釐戰車炮足以擊破T-62戰車，然而M60A1的輪廓太高，行蹤容易暴露，埃及戰車可以提前開火攻擊，且M60A1的彈藥架與油箱設計不佳，遭到貫穿後容易被誘爆，使得戰車受到不可修復的損害，不過在人員的存活率方面仍遠高於埃軍的蘇聯戰車，成為以軍最終取勝的其中一個因素。

## 使用國

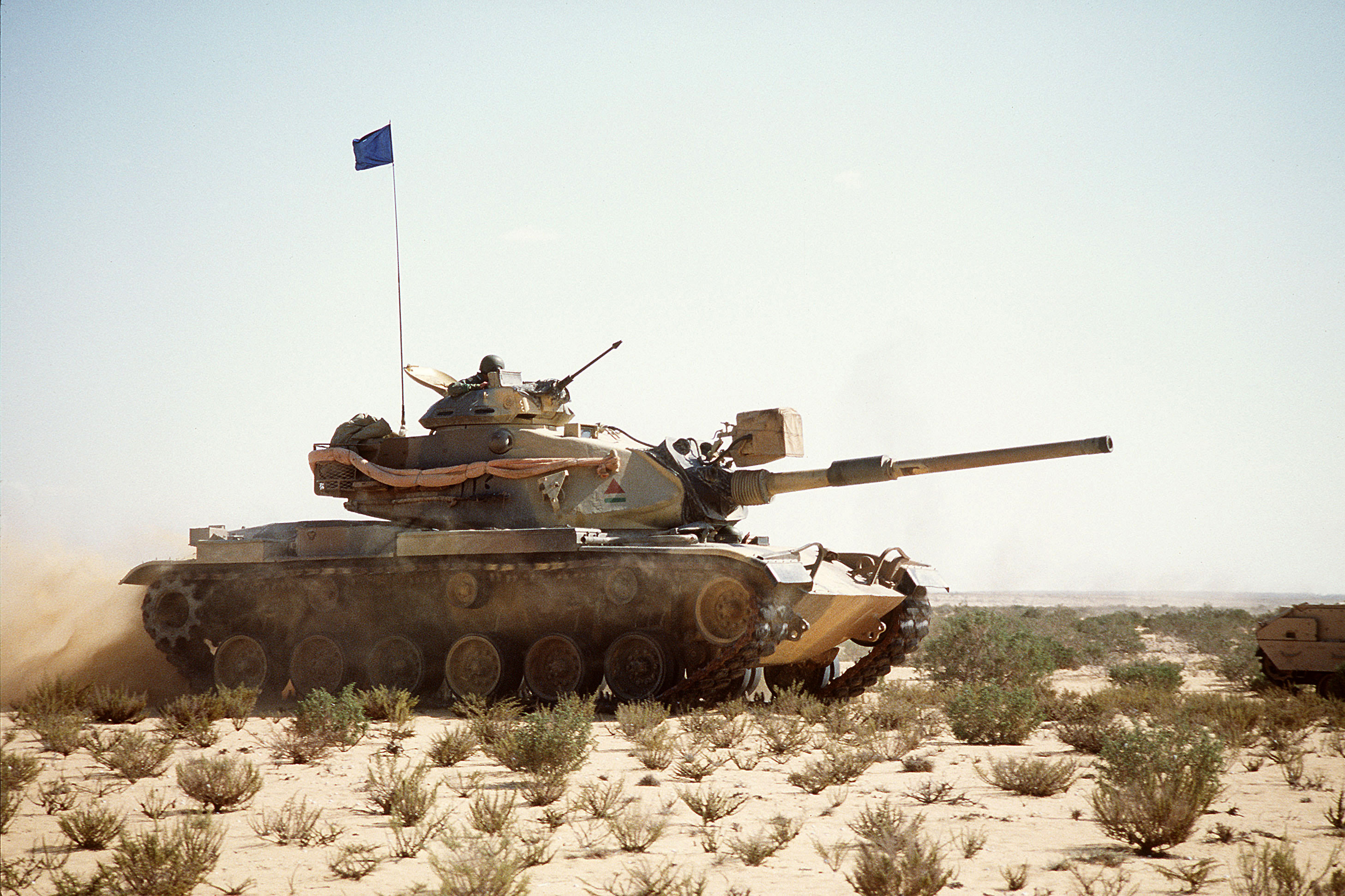
埃及陸軍的改良版M60A3正在參與明亮之星軍事演習

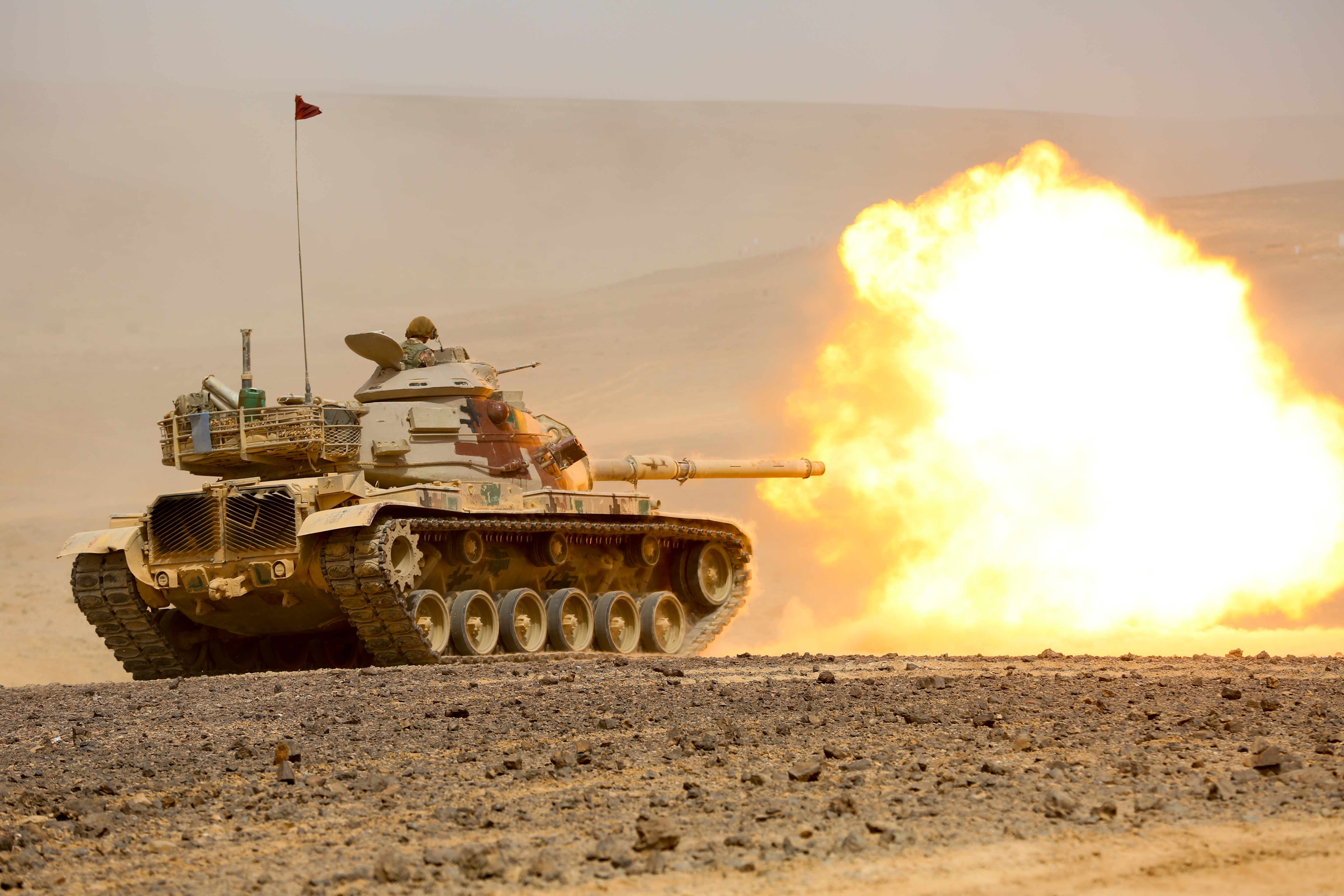
在鷹獅15（Eager Lion '15）演習中開火的約旦陸軍M60A1

- 阿富汗 - 63輛M60A3來自外國軍援，原屬希臘陸軍的M60A3。
- - 85輛自美軍退役的M60A3，屬於美國對外軍援，2012年後撥交40輛供教育訓練使用。
- 巴西 - 91輛自美軍退役的M60A3 TTS[18]，截至2023年，仍有35輛仍在服役，其他已報廢。
- 巴林 - 180輛M60A3 TTS，將由豹2A6取代。
- 埃及 - 簽定埃以和約後，過往由蘇聯支持的埃及轉移和美國軍事合作，合共購入約2,300輛，在1986年至2002年從美國和其他國家購買了1,600輛M60A3和700輛M60A1 RISE。在2023年有300輛M60A1和850輛M60A3現役中，其餘封存。
- 伊朗- 在伊朗伊斯蘭革命前美國賣給伊朗460輛M60A1，部分在兩伊戰爭中損失，至2024年約有150輛M60A1堪用[16]。
- 约旦 - 268輛，118輛M60A1、150輛M60A3。一部分在贖罪日戰爭時被以色列擄獲，約有182輛是接受鳳凰戰車升級方案的改良型。
- 黎巴嫩 - 約旦提供56輛M60A3二手車。[19]，2009年2月22日首批10輛交車[20]
- 摩洛哥 - 560輛，大部分在儲備封存狀態。
- 阿曼 - 6輛M60A1、73輛M60A3。
- 沙烏地阿拉伯 - 910輛 M60A1（其中250輛轉移葉門）其中許多在1990年代升級為M60A3。2023年仍裝備約370輛M60A3。
- 苏丹 - 20輛M60A3。
- 中華民國 - 460輛M60A3 TTS，先後於1994年及1996年分別購入160輛及300輛自美軍退役的二手車[21]，由中華民國陸軍和中華民國海軍陸戰隊操作。曾於2016年計劃由中科院對M60A3 TTS進行性能提升，每輛戰車預算1億新台幣。包括換裝120毫米口徑滑膛砲、更新砲塔液壓系統、更新彈道電腦，及加裝自動裝彈系統等等，但因不少項目包括120毫米口徑滑膛砲都需要外購，M60的原始設計又過於老舊，防護力在升級後亦難有明顯的提升，而且大幅改造升級的單價比從美國購買新造的M1A2主力戰車更昂貴，陸軍在2018年中止M60A3升級案[22]，台灣與美國在2019年達成108輛新造M1A2T戰車的軍售協議，不過這筆軍售案的108輛M1A2T全數抵台後，也無法取代全數M60A3，仍需有延壽及改良的計劃。國防部在2022年發佈公告，由中科院為M60A3更換戰車的射控、砲控及觀瞄系統，此次將更新數量為40輛，金額達到4億4401萬元，預計在2025年10月底完成。2023年國防部公告，向美國引擎製造商RENK America採購460具M60A3全新的AVDS-1790-2CAU引擎與零附件，與台灣廠商協助生產，計劃在2028年3月完成對M60A3的動力系統翻新，動力可提升至950匹馬力[23]。
- 泰國 - 53輛M60A1 RISE、125輛A3 TTS，自美軍二手車購置。
- 突尼西亞 - 84輛，30輛M60A1 RISE、54輛A3TTS。
- 土耳其 - 932輛，274輛M60A1 RISE與658輛A3，為北約盟邦中最大的用戶。170輛M60A1 RISE在以色列協助升級為Sabra戰車規格，稱售為M60T[11]。
- 葉門 - 沙特阿拉伯提供250輛M60A1二手車，約有50輛仍能使用。
- 美国 - 作戰單位的M60系列主力坦克在1990年代初除役，被封存及用於對外軍售或軍援，亦用於測試及製造人工雪崩等用途。M728戰鬥工兵車在2000年後移交美國國民兵，並從2018年後開始由M1150突擊破障車替換。美國海軍陸戰隊則還有37輛M60AVLB服役，從2019年採購M1074聯合突擊架橋車替換。

### 曾經使用
- 奥地利 - 170輛M60A3在1964至1997年間服役。
- 西班牙 - 在1990年代接收美軍駐歐部隊剩餘的M60A3 TTS，合共400輛，取代部分AMX-30主力戰車。西班牙採購豹2A6、西班牙陸軍縮編及西班牙海軍陸戰隊解編戰車部隊[24]，M60A3已除役。
- 衣索比亞 - 1974年至1977年從美國接收180輛 M60A1。1978-1979年被 T-72 取代。
- 以色列 - 以色列共有950輛M60A1及50輛M60A3。在1973年贖罪日戰爭前已裝備M60A1，在戰爭爆發後得到美國空運4輛補充戰損。以色列自行改良M60戰車及開發出多個版本，包括711輛Magach 6 Archuv、Magach 6 Archuv2型及111輛Magach 7（預計2010前提升74輛）[25]。目前包含馬戈其戰車在內的M60家族皆已在2014年除役。
- 義大利 - 300輛，已除役及由公羊主戰坦克替換。
- 希腊 - 357輛M60A1 RISE、312輛M60A3 TTS，2009年向阿富汗捐贈了63輛。2015年退役，剩餘的M60戰車將被報廢。
- 伊拉克 - 2003年伊拉克戰爭後，美國曾援助一批M60A3 TTS用作重建伊拉克陸軍，這批戰車目前已不在服役序列，可能被摧毀或是解體。
- 葡萄牙 - 葡萄牙陸軍在美蘇冷戰結束後購入美軍駐歐部隊裁軍而剩餘的M60A3 TTS共96輛，之後撥交駐紮在聖瑪格麗達的葡萄牙陸軍機械化旅裝甲群，裝甲群配屬57輛M60A3，每個戰車連有17輛戰車，群指揮部3輛；偵查連配屬6輛、每個偵查排2輛；騎兵學校撥交7輛、5輛配屬作戰科、2量配屬偵查科；剩餘的M60A3配屬給葡萄牙陸軍第四騎兵團，該單位為動員後備單位，並不作為常備編制運用。2008年10月葡萄牙採購豹2A6後，M60A3開始汰除，2018年正式淘汰。

## 外部連結
- AFV Database: M60 Patton （页面存档备份，存于）
- Patton-Mania （页面存档备份，存于）
- MilitaryImages.Net: M60 Patton